# Glenea x-nigrum
Glenea x-nigrum é uma espécie de escaravelho da família Cerambycidae. Foi descrita por Per Olof Christopher Aurivillius em 1913.